# Tahurwaili
Tahurwaili (fl. XV secolo a.C.) è stato un sovrano ittita vissuto attorno alla prima metà del XV secolo a.C..

## Collocazione
Tahurwaili non è menzionato in nessuna lista delle offerte ittite, però la sua esistenza è universalmente accettata dal mondo accademico grazie ad un sigillo reale ritrovato ad Ḫattuša, che porta il suo nome , ed al trattato stipulato col sovrano Eheya di Kizzuwatna, i cui termini sono molto simili a quello successivo tra Paddatiššu e Hantili II..
Il suo regno si colloca certamente tra quello di Telipinu e quello di Zidanta II, però la definizione esatta delle successioni reali nel periodo ha qualche margine di incertezza.
Spesso Tahurwaili è posto dopo Alluwamna e talvolta persino dopo Hantili II in base alla stile del suo sigillo, ma essendo menzionato in una delle lettere di Telipinu, di cui si ritiene possa esser stato cugino, appare sensato assumere che possa aver regnato in prossimità della fine del suo regno.
Più complicato collocare il regno di Tahurwaili dopo Hantili II, figlio di Alluwamna, in quanto significherebbe postdatare il suo regno di due generazioni rispetto a Telipinu.
Tahurwaili era già balzato alle cronache della storia ittita quando alla morte del sovrano Ammuna, avvenuta per cause probabilmente naturali attorno al 1525 a.C., un fulmineo colpo di stato aveva posto sul trono Huzziya I. Questi aveva agito rapidamente, con la complicità del comandante delle guardie di palazzo, Zuru, facendo assassinare Titti e Hantili, i figli maggiori del sovrano, e le loro famiglie, impossessandosi così del trono.
Uno dei sicari era stato proprio Tahurwaili, successivamente processato e graziato col semplice esilio dal figlio superstite di Ammuna asceso al trono, Telipinu.

## Regno
Rientrato dall'esilio, in qualche momento e certo in modo non lineare, Tahurwaili deve aver trovato il modo di usurpare il legittimo erede, ascendendo al trono di Hattusa.
Il regno di Tahurwaili deve esser stato breve ma non brevissimo, e si colloca in un lungo periodo di decadenza segnato, oltre che da aspre lotte per la successione (che spesso caratterizzano le dinastie ittite), anche da sconfitte militari.
Sul piano internazionale, il regno non aveva più la preminenza assoluta neppure in Anatolia, anche a giudicare dal carattere paritetico del trattato con Kizzuwatna.
Il successore di Tahurwaili  dipende dalla sua collocazione: Alluwamna o Hantili II.